# Aleksandr Kołobiakow
Aleksandr Fiłaretowicz Kołobiakow (ros. Александр Филаретович Колобяков, ur. 24 listopada?/6 grudnia 1896 we wsi Oznobilino w obwodzie jarosławskim, zm. 26 stycznia 1958 w Moskwie) – radziecki generał major.

## Życiorys
Jako młodszy podoficer rosyjskiej armii brał udział w I wojnie światowej, 1918 wstąpił do Armii Czerwonej, 1920 ukończył wojskowy kurs karabinów maszynowych i został dowódcą plutonu, a później dowódcą kompanii i batalionu. W 1930 ukończył kursy doskonalenia kadry politycznej Armii Czerwonej przy Wojskowej Akademii Politycznej, a 1938 Wyższe Kursy Wojskowo-Polityczne, był pracownikiem politycznym w pułku i dywizji, członkiem Rady Wojennej Okręgów Wojskowych i komisarzem korpusu. 13 czerwca 1940 uczestniczył w naradzie najwyższych władz wojskowo-politycznych na Kremlu (z udziałem m.in. Stalina, Mołotowa, Timoszenki, Szaposznikowa, Smorodinowa, Mechlisa i Żukowa) dotyczącej przygotowań do operacji wojskowej przeciwko Rumunii. 
W czasie wojny ZSRR z Niemcami był członkiem Rady Wojennej 9 Armii, 61 Armii i Frontu Briańskiego, a od lipca 1945 Zachodniosyberyjskiego Okręgu Wojskowego. W 1942 otrzymał stopień generała majora. W 1947 ukończył wyższe kursy doskonalenia kadry politycznej przy Wojskowej Akademii Politycznej im. W.I. Lenina, zajmował różne stanowiska dowódcze, 1953 zakończył służbę wojskową. 
Był odznaczony czterema orderami, a także medalami. Został pochowany na Cmentarzu Nowodziewiczym.